# Juan de Ayolas
Juan de Ayolas (1490? Briviesca, Španělsko – 1537 Paraguay) byl španělský conquistador. Byl prvním Evropanem, který pronikl po souši od Atlantiku k Andám.

## Dobyvatelská cesta
V roce 1535 se účastnil výpravy Pedra de Mendozy k La Plata. Následující rok jím byl vyslán k hledání Stříbrných hor. Po řekách Paraná a Paraguayi se dostal až k ústí řeky Pilcomayo, kde snad roku 1536 pomohl Domingovi Iralovi se založením města Asunción. V roce 1537 pokračoval dále a objevil planinu Gran Chaco, hlavně její severní část Chaco Boreal, odtud se s oddílem pustil pěšky na západ a došel až k předhůří And. Na zpáteční cestě poblíže řeky Paraguay padl v boji s Indiány. V kolonizaci jím započaté pokračoval Domingo Irala.